# Tripp (Dél-Dakota)
Tripp város az Amerikai Egyesült Államok Dél-Dakota államában, Hutchinson megyében. Lakosainak száma 575 fő (2020. április 1.).

## Népesség
A település népességének változása:

| 2010 | 647 |
| 2020 | 575 |